# Jeanne Flament
Joanna Florentine Alexandrina Josephina (Jeanne) Flament (Antwerpen, 21 januari 1872  – Antwerpen, 6 januari 1956) was een Belgisch zangeres. Haar stembereik was alt.
Ze werd geboren in een muzikaal gezin. Haar ouders waren bijzondere muziekliefhebbers en haar oudere zuster Maria (Soetens) Flament had ook een zangcarrière. Ze werd bij haar zus Maria begraven; op het graf prijkt een zerk in een ontwerp van Madeleine Duguet.
Ze kreeg haar muziekopleiding aan het Koninklijk Conservatorium Antwerpen, haar docenten waren Henry Fontaine (zang) en Jan Blockx (piano, harmonieleer en compositieleer). Op dertienjarige leeftijd zong ze tijdens een concert, waarbij Franz Liszt (gast van de rijken in de stad) aanwezig was; hij gaf haar een portretfoto als aandenken, met de opdracht: "avec les sincères louanges et applaudissements de F. Liszt, juin 85, Anvers". Op 19 december 1887 maakte ze haar daadwerkelijke debuut in een uitvoering van L’Irato van Étienne Méhul onder leiding van Jan Blockx. Daarna studeerde ze verder aan het Koninklijk Conservatorium Brussel (1888-1891) waar ze vele prijzen haalde. Ondertussen bleef ze optreden, zoals bijvoorbeeld in de Concerts du Conservatoire georganiseerd en geleid door François-Auguste Gevaert. Ze zou er circa 25 jaar aan meewerken. Haar optredens binnen geheel Europa zouden tot circa 1920 doorgaan. Ze trad op als solozangeres (recitals), maar ook in duo-vorm met haar oudere zus en in het "Quator Vocal Anversois" met haar zus, haar leraar en Carl Berckmans. In 1894 stond ze in het Concertgebouw, waarin de onder leiding van Willem Kes en zijn Concertgebouworkest een uitvoering gaf van een recitatief en een aria uit Orfeo ed Euridice van Christoph Willibald von Gluck (haar zuster had er al eerder opgetreden). In 1896 was ze te bewonderen in de Kursaal te Scheveningen alwaar een Festival van Belgische Muziek plaatsvond.
Zoals veel Belgen ontvluchtte ze tijdens de Eerste Wereldoorlog haar vaderland en leidde in Nederland een orkest en koor, waarbij de revenuën soms afgedragen werden aan liefdadigheidsinstellingen voor haar landgenoten.
Van 1905 tot aan haar pensionering in 1937 (met een onderbreking tijdens de Eerste Wereldoorlog) gaf Flament zangles aan het conservatorium in Brussel, maar ze gaf ook privélessen in Gent. Ze leverde daarmee een aanmerkelijke bijdrage aan zangeressen voor bijvoorbeeld de Vlaamse Opera en de Koninklijke Muntschouwburg.
De vierjaarlijkse zangprijs "Prijs Jeanne Flament" door haar in 1954 ingesteld werd na haar dood voortgezet voor bijzondere zangkwaliteiten binnen de studenten van de Belgische conservatoria.
1. ↑  Over de geboortedatum van Jeanne Flament bestaat twijfel. Haar geboorteakte vermeldt uitdrukkelijk dat ze geboren werd op 21 januari 1872. Volgens haar ouders echter werd ze een dag eerder geboren, op 20 januari. Ze lieten een geboortekaartje drukken met die datum. En Jeanne Flament zelf schreef steevast in haar agenda's, op 20 januari: "mon anniversaire". Ook de rouwbrief vermeldt als geboortedatum 20 januari. Al deze bronnen zijn te vinden in het Letterenhuis in Antwerpen